# 黒坂周平
黒坂 周平（くろさか しゅうへい、1913年11月3日 - 2003年2月7日）は日本の地方史研究家、郷土史家、教師。

## 経歴
長野県小県郡西塩田村（現上田市）に生まれる。旧制上田中学（長野県上田高等学校）を経て長野師範学校を卒業し、学校教師になる。1950年、『上田小県誌』史料編纂委員となる。1972年、上田市立第三中学校を退職し、郷土史研究に専念する。
1973年、東信史学会を創立し会長に就任、雑誌『千曲』を刊行。1979年、塩田平文化財研究所を設立し所長に就任。1990年喜寿を記念し論文選集（献呈論文集含む）『信濃の歴史と文化の研究』を刊行した。また平凡社の『日本歴史地名大系 20 長野県の地名』の監修を務めた。

## 著書
- 『信濃の歴史と文化の研究』（1990） 黒坂周平先生の喜寿を祝う会編
- 『定本信州の街道』(1991) 黒坂周平・古川貞雄共著
- 『東山道の実証的研究』(1992)吉川弘文館　オンデマンド版、2021年　ISBN　9784642722568
- 『上田・小県の昭和史―保存版 信州の昭和史シリーズ (3)』 (1999)